# Strata 3D CX
Strata 3D is een computerprogramma voor het maken van 3D-computergraphics.
In het programma kunnen voorwerpen worden gemodelleerd, texturen worden aangebracht en voorwerpen geanimeerd en gerendeerd.
De interface lijkt op die van Adobe zodat nieuwe gebruikers zich heel snel thuis zullen voelen in dit programma.
Adobe Illustrator-bestanden kunnen geïmporteerd worden om vervolgens in een 3D-voorwerp omgezet te worden. Ook Adobe Photoshop-bestanden kunnen rechtstreeks ingeladen worden met een live-linkingoptie, zodat wijzigingen in Photoshop onmiddellijk geüpdatet worden in de modeling. Het is eveneens mogelijk om een rendering naar Adobe-layers te exporteren, zodat de nabewerking gedaan kan worden in Adobe Photoshop zelf (bijvoorbeeld scherptediepte wijzigen, reflectie wijzigen enz.).
Dankzij de SDS-modeler kan elk voorwerp aangemaakt worden. Zowel een organische vorm als een technische vorm.
Vanaf versie 5.5 kan direct in Adobe Photoshop CS3 extended gelinkt worden om in Photoshop zelf 3D-voorwerpen te modelleren, te positioneren en te texturen.
Het programma is beschikbaar voor Apple-computers en Mac OS X, maar ook voor Microsoft Windows.